# Tihanyi Péter
Tihanyi Péter  (Elek, 1956. június 29. –) magyar színész.

## Életpályája
Eleken született, 1956. június 29-én. Színészi diplomáját 1981-ben kapta meg, a Színház- és Filmművészeti Főiskolán, Kállai Ferenc  és Szirtes Tamás osztályában végzett. 

„A hetvenes években műtős segéd voltam a János kórházban. Háromszor jelentkeztem a színművészeti főiskolára, s a „köztes” időszakban sokfelé dolgoztam. Voltam segédmunkás kőműves mellett, stúdiós a Nemzeti Színházban, dolgoztam Dunaharasztiban az Autókernél, míg végre felvettek a főiskolára.”

Pályáját a József Attila Színházban kezdte, majd 1983-tól a debreceni Csokonai Színházhoz szerződött. 1987-től a Jurta Színház tagja volt. 1988-tól szabadfoglalkozású színművész.

## Fontosabb színházi szerepei
- William Shakespeare: Vízkereszt, vagy amit akartok... Nemes Keszeg András
- Shakespeare: Tévedések vígjátéka... Csipkedi, tanítómester
- Shakespeare: Troillus és Cresscida:  Troilus inasa
- Molière: Tudós nők... Trissotin, széplélek
- Alekszandr Szergejevics Puskin: Akik élni akarnak... Bojszi, Gerálos fia
- Fjodor Mihajlovics Dosztojevszkij: A Karamazov testvérek... Aljoska
- Arthur Miller: Az ügynök halála... Bernard
- Bertolt Brecht: Koldusopera... Smith rendőr; Filch
- Bengt Ahlfors: Színházkomédia... Per
- Jiří Menzel: De jó szeretni... Ottavio
- Karel Čapek: A végzetes szerelem játéka... Gilles
- Stanisław Tym: A hajó... Jancsi
- Marin Držić: Dundo Maroje... Pijero
- Emil Braginszkij – Eldar Rjazanov: A képmutatók... Lukin, színész
- Giulio Scarnicci – Renzo Tarabusi: A csodák Nápolyban születnek... Remigio
- Mark Twain: Tom Sawyer mint detektív... Mr. Conally, közvádló
- Joseph Kesselring: Arzén és levendula... Dr. Einstein
- Níkosz Kazandzákisz – John Kander – Fred Ebb: Zorba... Pavli
- Wolfgang Borchert: Végig a hosszú úton, végestelen végig... Fischer hadnagy
- Herczeg Ferenc: Bizánc... Laszkarisz tengernagy
- Weöres Sándor: A kétfejű fenevad... Monti-Perger Salom bankár
- József Attila – El Kazovszkij: Mama, nézd!... (monodráma)
- Szabó Magda: A macskák szerdája... Ifjúsági titkár, Lengyel
- Schwajda György: Segítség... Rendező; Művezető

## Önálló estjeiből
- Mama, nézd! (József Attila–est)
- Juhász Ferenc–est
- A mindenség szerelme

## Filmek, tv
- Operabál 13. (1977)
- Dundo Maroje (színházi előadás tv-felvétele, 1979)
- Szerelmem Elektra (1980)
- A waterlooi csata (1981)
- Rettenetes szülők (1981)
- Mephisto (1981)
- Cha-Cha-Cha (1982)
- Megbízható úriember (1984)
- Szigorú idők (1988)
- Kisváros (sorozat) Díjugratás című rész (1995)